# Diocesi di Bisenzio
La diocesi di Bisenzio (in latino Dioecesis Bisentina) è una sede soppressa e sede titolare della Chiesa cattolica.

## Storia
Secondo alcuni autori, tra cui Duchesne, Silvestrelli e Lanzoni, Bisenzio sarebbe stata la primitiva sede dei vescovi di Castro. Quando la città fu distrutta dai Longobardi, i vescovi si sarebbero trasferiti in una località, inizialmente nota con il nome di Castrum Valentini e poi, dalla seconda metà dell'VIII secolo, semplicemente come Castro, mantenendo tuttavia, fino a metà dell'VIII secolo, il titolo di vescovi di Bisenzio.
Duchesne crede di individuare l'esistenza della diocesi di Bisenzio già nei Dialoghi di Gregorio Magno, dove si parla di Quadragesius, Buxentinae ecclesiae subdiaconus, termine da interpretare come Bisentinae (Bisenzio) e non Volcentinae (Vulci), come sostiene Ughelli. Nel concilio romano celebrato da papa Zaccaria nel 743 prese parte il vescovo Anderamo (o Auderamo), che sottoscrisse gli atti con il titolo di Bisuntianus episcopus, benché probabilmente i vescovi già risiedessero a Castro.
Dal 2018 Bisenzio è annoverata tra le sedi vescovili titolari della Chiesa cattolica; dal 20 marzo 2019 il vescovo titolare è Luis Darío Martín, vescovo ausiliare di Santa Rosa.

## Cronotassi dei vescovi titolari
- Luis Darío Martín, dal 20 marzo 2019